# Mięta zielona
Mięta zielona, mięta kłosowa (Mentha spicata L.) – gatunek rośliny z rodziny jasnotowatych. Pochodzi z Egiptu, południowo-wschodniej Europy (Albania, Jugosławia, Grecja, Kreta, Włochy) i Azji Zachodniej (Cypr, Izrael, Turcja, Liban, Syria), ale rozprzestrzeniła się też w innych rejonach świata o klimacie umiarkowanym. W Polsce jest antropofitem zadomowionym. Jest uprawiana w wielu krajach świata, również w Polsce.

## Morfologia

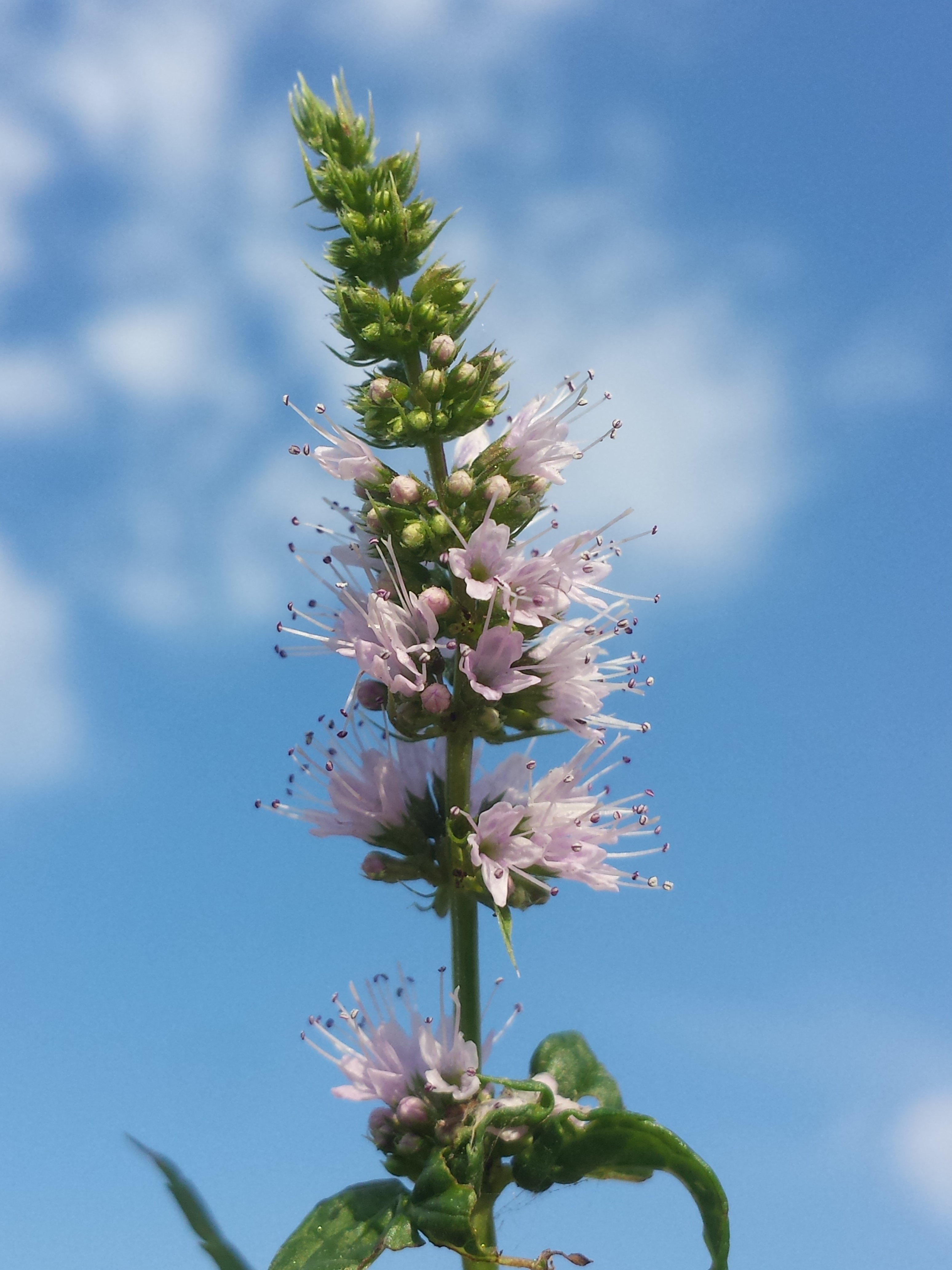
Kwiatostan

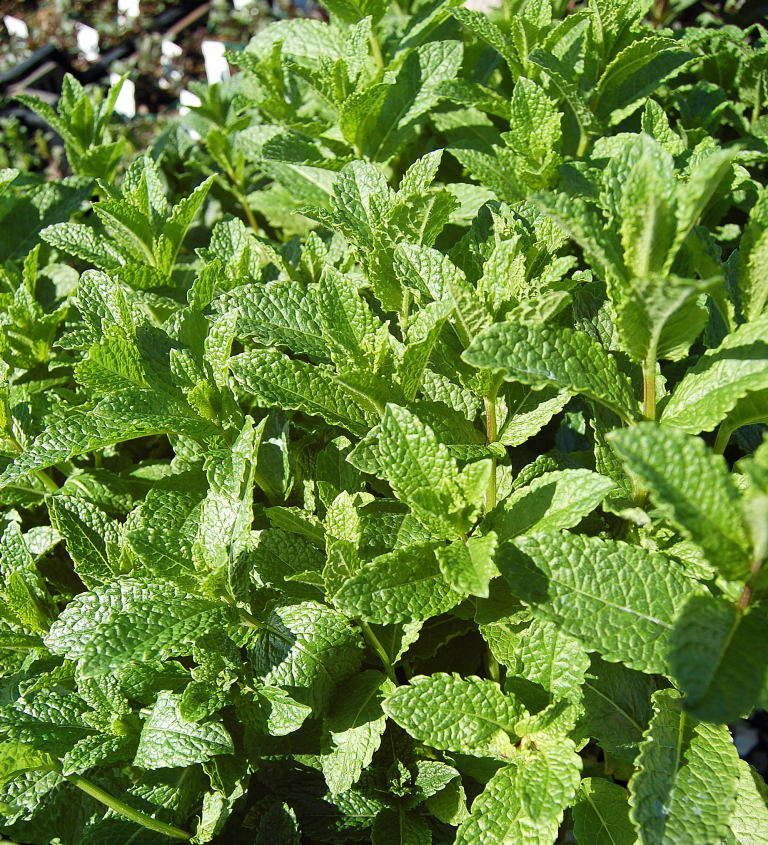
Młode pędy

ŁodygaNaga, wzniesiona, o wysokości 40-120 cm. Na przekroju kwadratowa. Pod ziemią roślina wytwarza grube kłącze
LiściePodługowate do lancetowatych, najszersze w nasadzie. Są nagie, jedynie na nerwach mają włoski, zazwyczaj gałęziste.

## Biologia
Bylina, hemikryptofit. Okres kwitnienie przypada na miesiące lipiec-wrzesień. Roślina o silnym zapachu kminku. Rozmnaża się przez nasiona oraz wegetatywnie. Ziele zbierane dwu-trzykrotnie w sezonie, zawiera do 2,5% olejku eterycznego – karwonu. Posiada do 6% garbników.

## Zastosowanie
Uprawiana głównie we Włoszech, Francji i na Bałkanach jako przyprawa. Jako przyprawę używa się suszonych liści i młode wierzchołki pędów. Jest dodawana do ziemniaków, zielonego groszku, do drinków i deserów. Poprawia trawienie i wydzielanie żółci. 